# Moraea textilis
Moraea textilis är en irisväxtart som först beskrevs av Friedrich Welwitsch och John Gilbert Baker, och fick sitt nu gällande namn av John Gilbert Baker. Moraea textilis ingår i släktet Moraea och familjen irisväxter. Inga underarter finns listade i Catalogue of Life.